# Hanglemezek gyártása
A mechanikus hanglemezek gyártása bonyolult, de biztonságos technológiai folyamat. Története a hangrögzítéssel kezdődik, a lemeznek galvanoplasztikai sokszorosításával folytatódik, végül nagy teljesítményű présgépekkel való préseléssel fejeződik be.

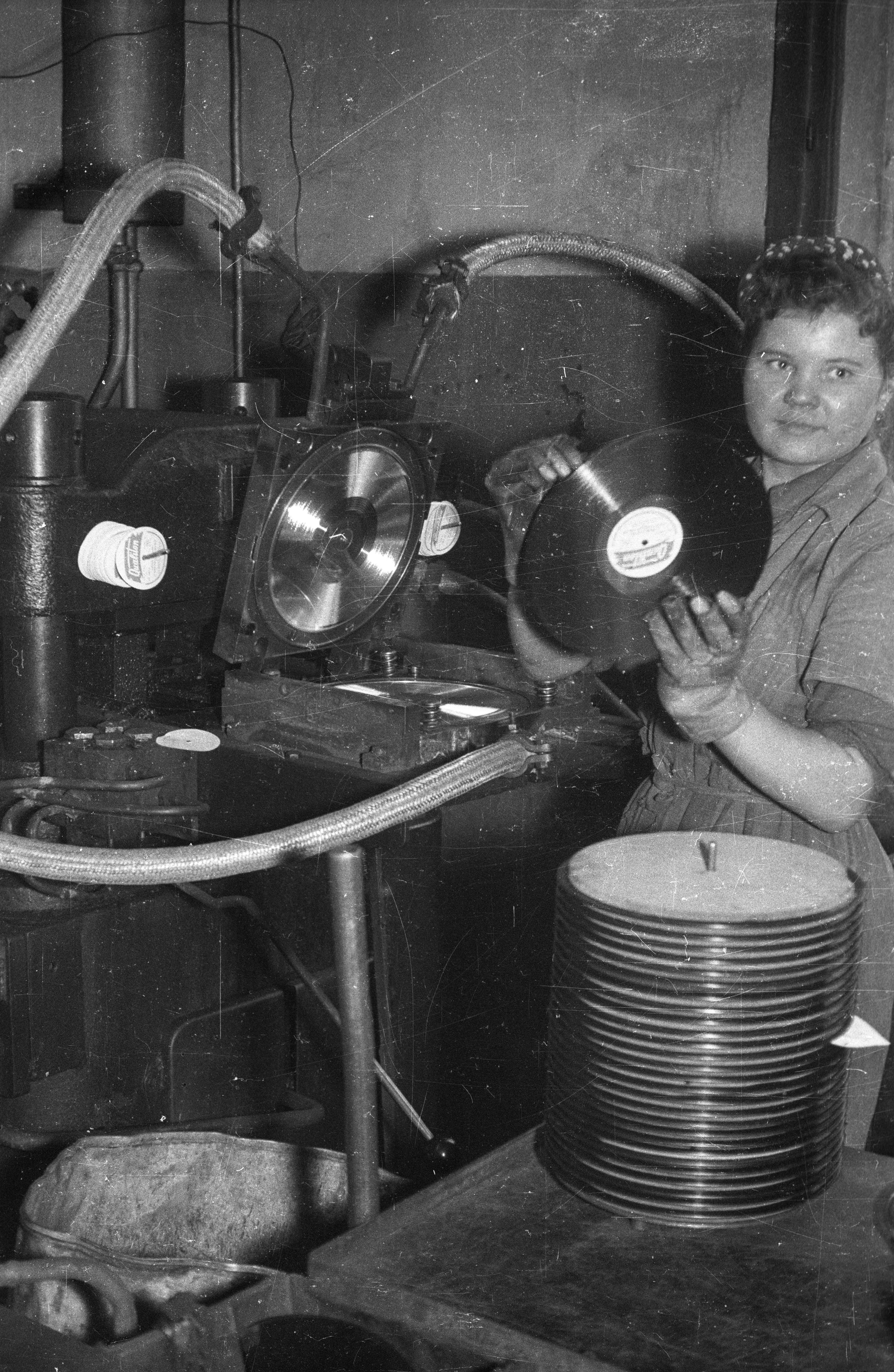
Hanglemezek préselése a budapesti kelenföldi Kábel– és Műanyaggyárban (1959)

## Akusztikus hangfelvételi eljárás
Az elektromos hangfelvételi eljárás bevezetése előtt a lemezvágó gép fordulatszámát röpsúlyos fordulatszám-szabályozó tartotta állandó értéken. A már elkészült felvételt módosítani nem lehetett, hiba esetén meg kellett ismételni.

## Elektromos hangfelvételi eljárás
Az elektroncső feltalálása már 1920-ban lehetővé tette, hogy a mikrofonnal felvett hangot felerősítsék, és elektrodinamikus eljárással vágják a hanglemezeket. A Western Electric mérnökei meg is valósították. Az újfajta gramofonlemezek sokkal jobb hangminőséget nyújtottak. Ám az új eljárással készült lemezeket nem dobták piacra; attól féltek, hogy az addig felgyülemlett akusztikus fonográf és egyéb régi típusú felvételek eladhatatlanná válnak. Végül a Columbia és a Victor átvette a szabadalmat, és 1925-ben elkezdődött az új eljárással készült lemezek eladása.
Érdekesség, hogy az 1921-ben elhunyt Enrico Caruso után kizárólag akusztikus felvételek maradtak. Ezeken Caruso hangját általában zongorakísérettel rögzítették. A zenekedvelők számára elkezdődött ezeknek a felvételeknek átírása elektromos eljárással, sőt lehetővé vált zenekari muzsika hozzákeverése is. Emlékezetes az 1904-ben rögzített énekhangja, amelyet a Bécsi Rádió Szimfonikus Zenekara 2002-ben egészített ki zenekari kísérettel
1916-ban feltalálták a kondenzátormikrofont, majd 1920-ban a szalagmikrofont (Bändchen mikrofon néven ismeretes Magyarországon). Ettől kezdve nem a hangfelvevő eszköz, hanem a hangrögzítés módja – és főleg a lejátszás lehetőségei – jelentették a hangminőséget korlátozó tényezőket.
Ezek az évek jelentették az áttörést a hangosfilmek történetében. A Vitaphone alkalmazta először a 33 1/3-os fordulatszámot. A lemezek átmérője 16 hüvelyk (40,6 cm) volt, így 11 percnyi hangot lehetett egyetlen lemezoldalon rögzíteni.

## A hanglemez hangvisszaadásának problémái
Az első probléma az, hogy a lemez állandó szögsebességgel forog. Ezért a hangfelvétel elején maximális a barázdamenti sebesség, amely a legbelső barázdánál csaknem harmadára csökken, így romlik a magas hangok visszaadása. A legkülső hangbarázda átmérője 292 mm, legbelső 108 mm. Ha a maximális írási sebesség 100 mm/s, akkor a legbelső barázda sebessége csupán 37 mm/s. Ezt úgy küszöbölik ki, hogy a felvétel végén magashang-kiemelést alkalmaznak. Történtek próbálkozások az állandó kerületi sebességű forgatásra, de ilyen eszköz nem került kereskedelmi forgalomba. Érdekességként még manapság is készítenek olyan lemezt, amelynél a fentiek miatt belülről-kifelé halad a lejátszófej. Ravel Bolerója ugyanis pianisszimóval kezdődik és fortisszióval fejeződik be. Minden más zeneműtől eltérő módon viseli a nagy amplitúdókat és a nagy sebességamplitúdókat.
A másik probléma az, hogy a lejátszókar rögzített függőleges tengely körül képes elfordulni, mialatt végighallgatjuk a lemezt. Az egyenes lejátszókarnál ez azt jelenti, hogy a lejátszótű kezdetben a sztereó bal csatornán támaszkodik, és oldalirányba húzza el a hangszedőkart. Ennek következtében jön létre a skating (szánkázási erő). Hasonló történik a legbelső barázdánál, ellentétes irányban. A problémát a hajlított hangszedő kar (20-30 fokban meghajlítva) és az antiskating erő beállító mechanika oldja meg. Természetesen megoldották azt, hogy a lemezvágó fej mindig a barázda futásirányában álljon (linear recording, illetve lejátszásnál linear tracking, tangential tracking). Ezért léteznek ugyanígy felépített lejátszókészülékek is. A gyakorlat viszont azt mutatja, hogy a lineáris vágású lemezeket többnyire rögzített forgáspontú lejátszókarral játsszák le. Ezért van skating, és van torzítás is hol a bal, hol a jobb csatorna rovására.
A hangerő tekintetében a torzítás a sztereótechnikában azzal jelentkezik, hogy a bal-és jobb csatorna eltérő hangerővel szól. Erre a megoldás a változó menetemelkedésű barázda (806-13-22 groove with variable pitch), illetve a változó mélységű barázda (806-13-23 groove with variable depth). Ennek megoldása az, hogy a hangfelvételt tartalmazó magnetofon két lejátszófejet tartalmaz. Az első lejátszófej vezérli az imént említett korrekciókat, és azt is, ha változó barázdasűrűségre van szükség. A második lejátszófej szolgáltatja a valóban rögzítendő hanganyagot. Érdemes megjegyezni, hogy az angol pitch kifejezés itt nem a hangmagasságot jelenti, hanem a sugár egységére eső barázdák számát.
A barázdák szélessége és sűrűsége ugyan szabványos, de előfordulhatnak szokatlan részek a muzsikában. Ilyen lehet például, ha egy orgonafelvételnél teljes hangerővel szólal meg a szubkontra C (16,3 Hz).
További problémát jelent az, hogy a vágó- és lejátszótűnek nem nulla a mérete. A vágótű hátoldala 45°-os szögben áll, ezért a barázda oldalvonala nem lehet 45°-nál nagyobb görbületű. A barázda széle hű másolata a hangnak, de az így kialakult hullámvonal egyenestől való eltérése csak a normál lemezeknél nagyobb 20 foknál. Ugyanezen okból a barázda nagy kitérésnél szűkül, és ez a körkúp formájú lejátszótűt kiemeli a barázdából. Csakhogy a sztereó technikánál a tű függőleges mozgása a jobb- és bal csatorna különbségével arányos. Egy ilyen hiba következtében a sztereó hangtér hol szélesedik, hol meg szűkül.
Ennek megoldása az elliptikus lejátszótű, amely oldalirányban előírt szélességű, de a lejátszás irányában keskeny (felülről nézve a barázda irányára merőlegesen kiszélesedik). A jelenség a lemezvágásnál nem lép fel, mert a vágótű V-alakú.

### A hanglemez tulajdonságainak befolyása a frekvenciaátvitelre
Meg kell különböztetnünk a barázda irányába eső haladási sebességet a barázdára merőleges írási sebességtől. Egy normállemez legkülső barázdájának haladási sebessége túllépi az 1 m/s-ot. Keresztirányban, a hangerővel arányos kitérés sebessége a legtöbb szabvány szerint 100 mm/s. Ez a maximális kitérés és a maximális hangerő alapszintje 1000 Hz frekvencián. Ha ezt betartanánk, a mély hangoknál akkora kitérés (amplitúdó) jönne létre, amely nagyobb a barázda szélességénél (50μm), és a lejátszótű átugrana a szomszéd barázdába. Nagyobb hangfrekvenciáknál irreálisan nagyra növekedne az írási gyorsulás, ezért ott is állandó amplitúdójú vágást alkalmaznak.
Mint a rezgésekre vonatkozó fizikai ismertekből ismeretes, az amplitúdó és a gyorsulás ellentétes előjelű, és függ a körfrekvenciától (a képletekben omega jelzi). Ez magyarázza meg a lemezvágásnál alkalmazott frekvenciamenetet.
Legyen az amplitúdó jele r. Ebből a sebesség {\displaystyle v=r\omega },
a tű gyorsulása {\displaystyle a=r\omega ^{2}}

### RIAA frekvenciamenet

RIAA lemezvágási sebességamplitúdó (kék) és lejátszási frekvenciakorrekció dinamikus hangszedőnél (piros)

A régebbi technológiai megoldások többféle frekvenciamenet megvalósításához vezettek. Ezek közül leginkább ismeretes az amerikai hanglemezgyártók szövetségének (RIAA) ajánlása. Ezt érdekességképpen a DECCA frekvenciamenettel összehasonlítva annak  töréspontjait nem a frekvenciával határozzák meg, hanem a hozzá tartozó időállandóval. Ezért az időállandó pontos, a frekvencia viszont kerekített érték. Az alábbi példák sztereó hanglemezek maximális kivezérlésére vonatkoznak és többnyire 250 mm átmérőjű „nagylemezekre”.
A rögzítendő frekvenciatartomány 1:1000-hez. A mellékelt ábrán látható, hogy az ezt megvalósító amplitúdó tartományt 40 dB-re, tehát 1:100-ra szűkítették le.
A növekvő frekvenciák irányában haladva az első töréspont 20 Hz-nél található (7960 μs). Ezért a 20 Hz alatti frekvenciák amplitúdója növekszik, de ez nem kritikus, hiszen nincs olyan zenemű, amelynél 20 Hz alatti kontrabasszus hangok maximális hangerővel szólnának.  Egyébként ebben a tartományban jelentkezik a hordozó és a meghajtás dübörgő hangja (rumble), amelyet az ún. rumpliszűrővel amúgyis le szokás vágni.
20 Hz-től 50 Hz-ig (3180 μs) a hangokat állandó sebességgel vágják Ez elméletileg 8 mm/s.
50 Hz-től 500 Hz-ig (318 μs) állandó amplitúdójú vágást (25 μm) használnak. Ennek sebessége mono lemezeknél 100 mm/s-ig növekszik. A 78-as fordulatszámú ún. normállemezeknél (common records) az amplitúdó 50 μm is lehet.
500 és 2120 között állandó sebességű vágást alkalmaznak (monaurális lemezeknél 100 mm/s, sztereo lemezeknél 80 mm/s).
2120 Hz fölött (75 μs) állandó amplitúdójú a vágás. Az író- és lejátszótű gyorsulása maximális hangerőnél 4000 m/s², félelmetesen nagy, de mértek már 15000 m/s² gyorsulást is. Itt jelentkezik a különbség: a DECCA lemezek töréspontja 3183 Hz (50 μs).

### A lemezvágás szempontjai a lejátszáshoz
A lemezgyártásról szóló szócikkben is meg kell említenünk mindennek a következményét a lejátszásra, ugyanis a lejátszófejeknek két csoportja létezik:
Amplitúdó-érzékeny hangszedők:
kristály (piezzoelektromos)
keramikus
kondenzátor (elektrosztatikus)
fotoelektromos
félvezetős
nyúlásmérő bélyeges
Sebesség-érzékeny hangszedők:
mozgó mágneses
dinamikus (mozgó tekercses)
Az előbbiekben említett frekvenciamenet következménye, hogy a dinamikus hangszedő 500 Hz alatt mélyhang emelést, 2120 Hz fölött magashang vágást igényel. Ezt valósítják meg azok az áramkörök, amelyeket általánosságban RIAA korrektornak neveznek. A RIAA korrektor frekvenciamenete épp tükörképe a vágási amplitúdó frekvenciamenetének (500 Hz-től 50 Hz-ig a jel sebessége épp tizedére csökken, kb. 8 mm/s-ra).
Olcsóbb lemezjátszóknál, keramikus, vagy kristályhangszedőnél viszonylag kis ellenállással lesöntölve a hangszedőt elég jól helyreállítható a kívánt frekvenciamenet. Habár az ilyen hangszedő mélyemeléssel adja vissza a rögzített hangot, a gyenge minőségű erősítők ezt általában kompenzálják.

## A hangzó anyag összeállítása
A hangfelvétel nagy hangminőségű stúdiómagnetofonnal készül. Ennek korrigálása, keverése eredményeképp alakul ki a tényleges rögzítendő zenei anyag.

## Lemezvágás
A sellak lemezek gyártását egy 1942-es film mutatja be
A Hogyan készül? sorozatban a mikrobarázdás lemezgyártás folyamata látható
Saját használatra ritkán alkalmaztak otthoni lemezvágó készüléket. Ennek egyik oka, hogy a felvétel hibáit kijavítani nem lehetett. A másik a nyersanyag (a hanghordozó) beszerzésének nehézsége. Ilyen célra néha elhasznált röntgenlemezeket alkalmaztak. Ezek a felvételek meglehetősen rossz minőségűek voltak.
A huszadik század közepén virágzott a Saját hangja, vigye haza szolgáltatás.

### Adatok
| névleges átmérő         | lemezátmérő             | első modulált barázda   | utolsó modulált barázda | névleges átmérő                      | lemezátmérő                          | első modulált barázda                | utolsó modulált barázda              |
| ----------------------- | ----------------------- | ----------------------- | ----------------------- | ------------------------------------ | ------------------------------------ | ------------------------------------ | ------------------------------------ |
| angol hüvelyk           | angol hüvelyk           | angol hüvelyk           | angol hüvelyk           | mm                                   | mm                                   | mm                                   | mm                                   |
| 12                      | 11 7/8 ±1/32            | 11 7/16                 | 4 3/4                   | 304,8                                | 301,625±0,794                        | 290,5125                             | 120,65                               |
| 10                      | 9 7/8 ±1/32             | 9 7/16                  | 4 3/4                   | 254                                  | 250,825±0,794                        | 239,7125                             | 120,65                               |
| 7                       | 6 7/8 ±1/32             | 6 9/16                  | 4 3/4                   | 177,8                                | 174,625±0,794                        | 166,6875                             | 120,65                               |
| ASA Standard C16.5-1961 | ASA Standard C16.5-1961 | ASA Standard C16.5-1961 | ASA Standard C16.5-1961 | National Association of Broadcasters | National Association of Broadcasters | National Association of Broadcasters | National Association of Broadcasters |

A magyar szabvány természetesen a kerekített metrikus értékeket tartalmazza.

### A lemezvágáshoz felhasznált anyag
Kezdetben sellakból, majd viaszból készültek hanglemezek. A Magyar Rádió hangfelvételei a második világháború előtt viaszlemezre, filmre (7 mm széles és 32 cm/s sebességű Mille-rendszer), vagy mágnesszalagra (90 cm/s sebességű Stille-rendszer) készültek. A nyersanyaghiány éveiben röntgenlemezeket is használtak erre a célra.
Magyarországon az ipari lemezgyártásnál csaknem ugyanabban az időben hagytak fel a viaszlemezes technológiával a lakklemez javára és a magnetofon használatára 1952-ben. Ez egybeesett a hanglemezipar államosításával és a Magyar Hanglemezgyártó Vállalat létrehozásával 1951 június 1-jén. A hangfelvételeket a Rottenbiller utcai Odeon mozi termeiben végezték. A Magyar Kábel Művek havonta 2000 lemezt volt képes préselni. A mikrobarázdás lemezek gyártása 1956-ban kezdődött. Az első mikrobarázdás hanglemez a Bánk Bán opera néhány részletét tartalmazta. Az első két évben a lemezvágást és préselést a Supraphon gyár végezte, 1958-ról kezdve ez már Magyarországon történt. 1975-től Mocsáry Gábor vezette a magyar hanglemezgyártást.

### Az ipari lemezvágó gép

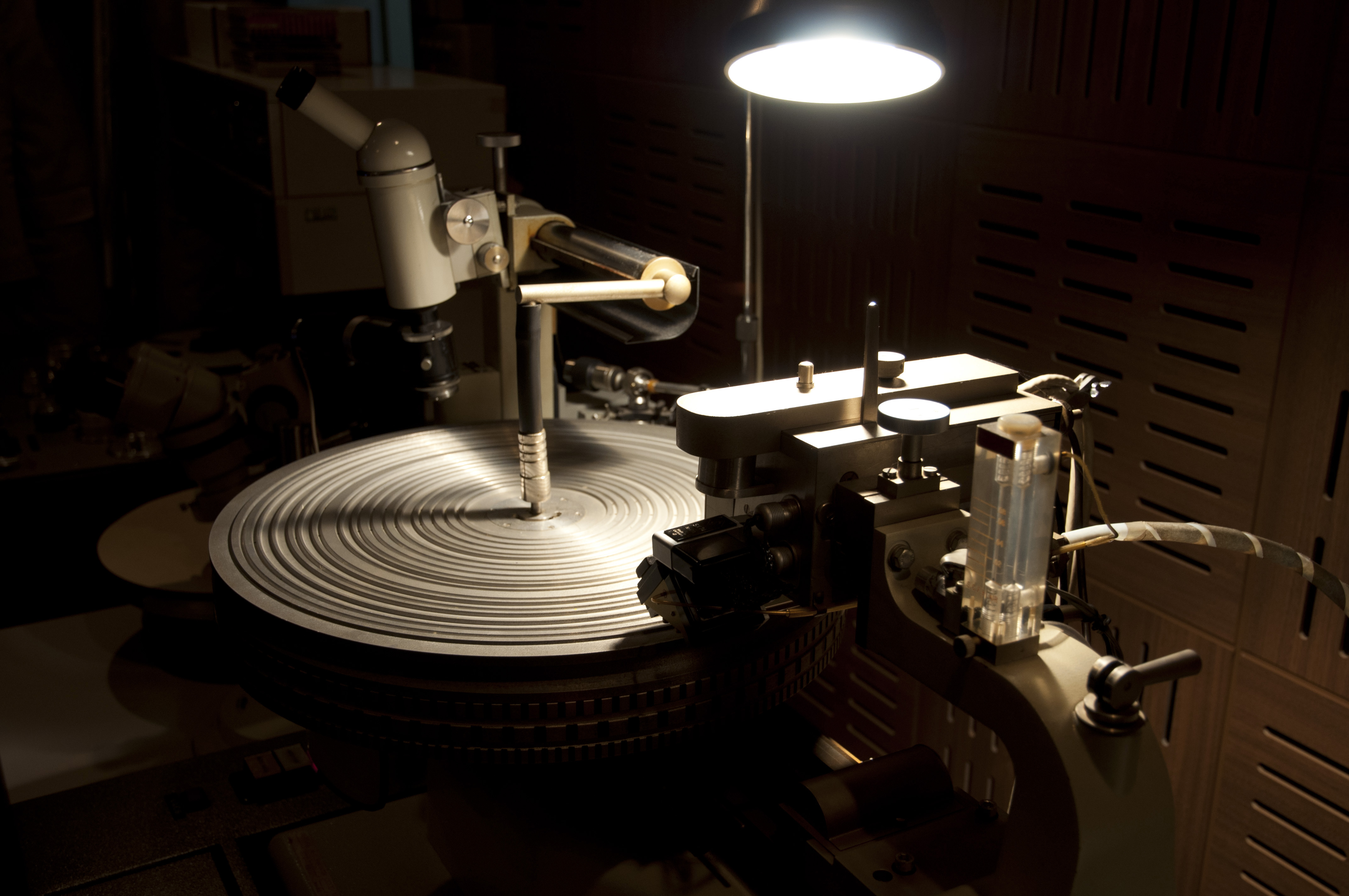
Neumann lemezvágó gép SX 24 lemezvágó fejjel
Magyarországon egy Neumann VMS special géppel vágták a lemezeket 1954 után

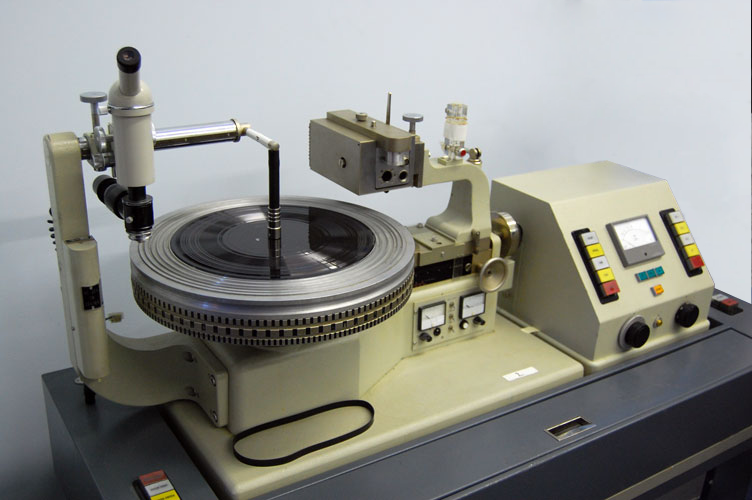
Neumann VMS-70 lemezvágó gép

A klasszikus elektromos felvételi eljárásoknál a fordulatszámot rögzített áttétellel valósították meg. A meghajtás szinkronmotorral történt. Minthogy az Egyesült Államokban a hálózati frekvencia 60 Hz és a szinkronmotor fordulatszáma 3600, ott a normállemez fordulatszámát 46:1 áttételen keresztül 78,2608 fordulatszámmal állították be, Európában a hálózati frekvencia 50 Hz, a szinkronmotor fordulatszáma 3000 percenként, a mechanikus áttétel 77:2, ezért a lemez valójában 77,92 fordulatszámmal forog.
{\displaystyle {\frac {3000*2}{77}}=77,92}
A lemezvágó gép lelke egy gondosan kiegyensúlyozott lemeztányér. A 45-ös fordulatszámú lemezek gyártásánál használtak utoljára áttételes hajtást. A sebességet azóta direkt meghajtással elektronikus úton állítják be a szabványos értékre. A lemezgyártás történetében alkalmazott fordulatszámok:
16 2/3
22 1/2
33 1/3
45
78
A lemezvágó gép (Cutting lathe, 806-14-03) tányérja nagyobb még a legnagyobb vágandó lemeznél is. A rádiózás technikájában alkalmazott ún. transciption disk írásakor nagyobb átmérőjű hordozót alkalmaznak, amelynek 400 mm az átmérője. Normál körülmények között a nyers lemez kb. 300 mm átmérőjű. A lemezméretek eredetileg angol hüvelykben voltak kerek számok, ezeket már mm-ben mérik.
A gyártáshoz 1 mm vastagságú fényesre polírozott alumínium lemezt használnak. Ezt centrifugálöntéssel igen vékony nitrocellulóz réteggel vonják be. Ennek száradása után a lemez készen áll a vágásra.
A lemeztányér kb. 40 kg tömegű; azért, hogy a tehetetlensége is állandó értéken tartsa a fordulatszámát. Felületén apró furatok található, amelyek vákuumszivattyúhoz csatlakoznak. A vákuum és az atmoszférikus nyomás különbsége rögzíti szorosan a lakklemezt a tányérra.

#### Vágófej

Vágófej elrendezése. Left coil = bal tekercs. Rill = barázda
Az ábrán a bal csatorna írása látható; a tű a lemeztányér közepe felé és lefelé mozdul el

Az elektropédiában cutter head a neve (806-14-04).
A vágófej elektromechanikus működtetésű már azóta, ahogy megkezdődött az elektromos felvételi eljárás alkalmazása. Működése hasonló a dinamikus hangszóróéhoz. Az elektromágnes jobbra-balra mozgatja a vágófejet, így valósul meg a Berliner-féle oldalirányú vágás. 1948 óta, mióta létezik sztereó technika, ez úgy változott, hogy a két elektromágnes egymáshoz képes derékszögben helyezkedik el, a lemez síkjára 45°-os szögben. Ezt kompatibilitási célból tervezték így. Eredményeképpen a két mozgás eredménye vízszintesen a bal- és jobb csatorna összege, ezért monaurális lemezjátszóval monaurális hangként lejátszható. A két komponens vektori összege a függőleges mozgásirányban a bal- és a jobb csatorna különbsége (voltaképpen az Edison-féle mélyírás).
Mindkét elektromágneshez kapcsolódik egy további tekercs. Ezzel ellenőrizhetjük, hogy valóban lineárisan működik-e a lemezvágás. Az ellenőrző tekercsek feszültségét elektronikusan visszacsatolják, hogy kiegyenlítsék a vágófej esetleges nemlinearitásait. Reaktív elemek lévén ez némi fázistolással valósul meg, amely pozitívba fordíthatja a visszacsatolást. Ezért a tekercseket és az elektronikát úgy tervezik meg, hogy a pozitív visszacsatolás magasan 20 kHz felett jöhessen csak létre.
Tekintettel arra, hogy a tekercsek alacsony impedanciájúak, a rajtuk átfolyó áram rendkívül nagy. Például a 10 kHz-en 2 Ω impedanciájú vágófejen 330 mm/s vágósebességhez 3 A áramerősség szükséges. Ezért a vágófejet hűteni kell. Ekkora sebességű vágást csak néhány másodpercig bírnak a lemezvágó gépek. Minőségi felvételek, vagy mérőlemezek készítésénél előfordult, hogy a lemezt fele fordulatszámmal írták, hogy feleakkora legyen a vágósebesség is. Lejátszásnál ezek a jelek hamar „lekopnak” a lemezről. A legújabb lejátszó eszközök (például az optikai letapogatás) ezeknek a jeleknek a lejátszását is lehetővé teszik.

#### A vágótű és a barázda
A barázdák között biztonsági sáv helyezkedik el, úgy, hogy a legnagyobb amplitúdójú kivezérlésnél is maradjon védőtávolság két barázda között. Értéke általában 5 μm. A vágótű (IEC Cutting stylus 806-14-05) végének lekerekítése sztereó lemezeknél 5 μm, sokkal kisebb, mint a lejátszótű végének lekerekítése. Ez azért van így, hogy a lejátszótű ne érinthesse a barázda fenekét (ekkor ugyanis elválnék az érintkezése a barázdára írt rezgésképtől).
A barázda két oldalfala között 90° eltérés van, tehát merőlegesek egymásra. A 78-as lemeznél ez az előírás nem volt még ilyen szigorú). A lejátszótű oldalszöge ennél mindig kisebb, ezért a barázda feneke fölött gyakorlatilag egyetlen ponton érinti a barázdát.
A modulálatlan (néma) barázdák keresztmetszete V alakú. V alakú ott is, ahol modulációt tartalmaz, azonban ez jobbra-balra kitér. A vágótű élei a függőlegestől 15 fokkal eltérően a haladás irányába előre dőlnek (hivatalosan ez 75°-os irány). Forgácsolástechnikailag ez valójában vésés (gravírozás), de a vágás kifejezés terjedt el. A vágóélek szélét leélezik, ez a kiforgácsolt lakkot oldalra sodorja. A leforgácsolt lakkport sűrített levegő áramlása távolítja el. A vágótű hátoldalát megerősítve gyártják. Ezzel biztosítják a mechanikai merevségét és a hőelvezetést. A hátoldal általában 45°-os. Ezért nem lehet olyan lemezt írni, amelynél a barázda menti sebesség és a kitérés (az amplitúdó) sebessége azonos nagyságrendbe esnek. Ez határolja be a felvétel legutolsó barázdái esetében megengedett sebességet. Egy 250 mm-es mikrobarázdás lemez kezdő barázdájához 146,3 mm-es sugár tartozik, míg a hangfelvétel utolsó barázdájának sugara 60,325 mm. Ezért a barázda-menti sebesség kívül 509 mm/s, az utolsó barázdánál már csak 209 mm/s. Ha a vágás sebessége és a barázda sebessége megegyezik, akkor a vágás iránya eléri a 45°-ot. Ezért sok vágótű hátoldala 40°-os szögben készül. Szabvány (IEC–RIAA-ANSI) szerint az első, hangot tartalmazó barázda átmérője {\displaystyle 9{\frac {23}{32}}} hüvelyk, tehát 246,8 mm, az utolsóé {\displaystyle 4{\frac {3}{4}}}, tehát 120,6 mm.
A felírt zenei anyagtól függően a vágótű hűtése, illetve fűtése is szükséges lehet. Ha nagy sebességű a vágás (magas hangoknál). akkor héliumgáz áramoltatásával hűtik. Kis sebességű vágásnál viszont érdemes a vágótűt fűteni. Ekkor ugyanis nem recés forgácsolás történik; sokkal inkább előnyös, hogy a barázda fala kissé megolvad, hűebb a hang felírása, és zajmentes a felvétel.
A nyers lemez (Lacquer disk 806-13-42) átmérője nagyobb, mint a végleges lemezé (Lacquer original 806-13-43). Erre azért van szükség, hogy a külső részen próbavágást lehessen végezni. Ezt ellenőrzésképpen lehallgatják, így ellenőrzik a lemez saját zaját. Rendes körülmények között az eredmény teljesen néma lemez. Az erre a célra felhasznált részt később levágják, nem kerül kereskedelmi forgalomba.
Lemezvágás végén a lemez közepére gravírozzák a matrica számát és a készítője nevének kezdőbetűit. Ez azonosítja a lemezt egészen addig, amíg rá nem kerül a nyomtatott címke.

#### A lakklemez
A lakklemezt nem érdemes lejátszani, mert a lejátszótű leforgácsolná a magasabb frekvenciájú barázdákat. Ezért a friss lemezt optikai úton ellenőrzik. Amennyiben rendben van, kezdődhet az első fémréteg felvitele. A lemezről ultrahanggal rezgetett folyadékban lemossák a lakkpor maradékát, majd a zsírtalanított és katalitikusan adszorbcióra érzéketlenített felületre pórusmentes ezüstréteget visznek fel. Németországban használtak rézbevonatot is erre a célra.
Igen ritkán, de alkalmaztak erre a célra vákuumban történő katódporlasztási eljárást is. A magyar hanglemezgyártásnál ezüst-nitrát és szerves hordozó elegyét porlasztják rá a lemez felületére. A szerves anyag redukciója 10−4 mm vastagságú ezüstréteget választ le a lakkréteg felületén.(Silvering 806-13-45)
Az alap ezüstréteg már alkalmas a galvanizálási műveletre. Ennek első lépése az előnikkelezés: 5 μm vastagságú pórusmentes nikkelréteget visznek fel kb. 1 A/dm² áramsűrűséggel. Azt nikkelszulfamátos; Ni(SO3NH2)2 oldatban tovább növesztik, de egyre növekvő áramsűrűséggel. Két óra alatt az áramsűrűséget 20 A/dm²-re növelik (az ehhez szükséges áramerősség akár 200 A is lehet). A nikkelréteg vastagsága kb. 0,3...0,4 mm.
A lemez széleit ekkor vágják le, majd a kész réteget leválasztják a lakklemezről. Ez olyan lemez, amelyen az ezüstréteg a barázdák tükörképe (ahol mélyedés volt, ott most kiemelkedés látható). Ez az ezüstös apa, vagy patrica (Master negative 806-13-50, franciául Père original). Erről akár el is lehetne kezdeni a préselést. Ám ebben az esetben túlságosan kevés levonatot lehetne készíteni. Ezért szükséges a két következő galvanoplasztikai műveleti lépés.
A lemezgyártás történetében egyszer fordult elő, hogy az apalemez elkopott a túl sok másolat készítése miatt. Ez a Bing Crosby előadásában készült White Christmas volt. A gyártó arra kényszerült, hogy ismételje meg a teljes hangfelvételt és a teljes gyártási eljárást.

#### Galvanoplasztika
A galvanoplasztikai (electroplating) eljárásnak kétszer kell megtörténnie. Először másolatot készítenek az apalemezről; ez a nikkelanya (Positive 806-13-52, franciául Mère), más néven mester pozitív, vagy matrica. Az anyalemez hű másolata a hangfelvétel és lemezvágás eredményeként készített lakklemeznek, tehát akár le is lehetne játszani. A matricát monomolekuláris passziváló réteggel látják el, ugyanis a két fémréteg elválaszthatatlanul összenőne. Vastagsága kb. 0,4 mm. Az anyalemez kézzel és puszta szemmel még javítható, a kattanásokat okozó anyag eltávolítható.
Újabb galvanoplasztikai eljárással erről készül a fiúlemez (Negative 806-13-49, franciául Père); ez az, amelyről már a tényleges préselés elvégezhető (Preparing for Stamping 806-13-34). A fiúlemeznél végzik a központosítást és a központi furatot is ezen készítik el, majd további kis porozitású, kb. 0,1 μm vastagságú keménykróm bevonatot is kap.
Az apalemezről készül egy tartalék másolat is, amelyet össze kell hasonlítani a kétszeres galvanizálással létrehozott fiúlemezzel. A préselést természetesen a fiúlemezről végzik.

#### Préselés

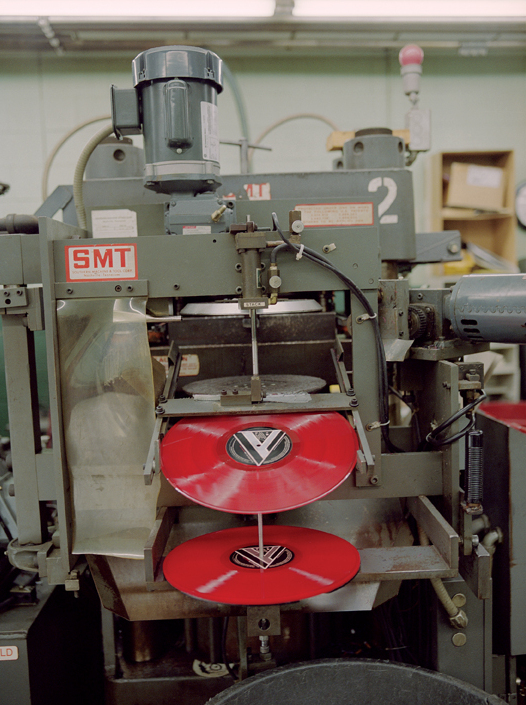
Lemezpréselő gép

A préselés (moulding 806-13-34) a présgépben (stamper 806-13-53) a lemezgyártás befejező művelete. A felhasznált anyag; a törhetelen lemez alapanyaga a vinilit, amely PVC alapú kopolimer, nagyjából 15% polivinilacetát (PVAc) tartalommal; lágyító, stabilizáló és egyéb adalékokkal. Ez bekerül egy extruderbe, ahol kb. 140 fokon készül a homogenizált pogácsa.
Alulra és felülre egy-egy préselhető, simára lecsiszolt hátlapú fiúlemezt helyeznek, ezúttal már címkével ellátva. Középre helyezve a pogácsát (biscuit 806-13-40) megindul a préselés. Az ehhez szükséges hőt 10 bar nyomású 180 fokos túlhevített gőz szolgáltatja. A hőntartás és a hideg vizes hűtés kevesebb, mint 25 másodpercig tart. A préselés hatására kis mennyiségű vinilit türemkedik ki a lemeztányér szélén, ezt még le kell tördelni. Ezután a tasakba helyezés következik – kész a lemez.